# 趙毓松
趙 毓松（ちょう いくしょう）は、中華民国の政治家・ジャーナリスト。中国青年党の幹部で、後に南京国民政府（汪兆銘政権）の要人となった。変名は邵松。

## 事績

### 中国青年党における活動
初めは貴州軍の袁祖銘や直隷派の呉佩孚の配下であった。1926年（民国）11月、劉泗英（後に青年党秘書長）の紹介によって上海で中国青年党党首・曽琦と対面し、反共主義の立場から同党に加入している。
この頃国民革命軍第12軍軍長に転じていた袁祖銘の下に戻ると、趙毓松は反共のために呉佩孚や孫伝芳と結び、容共の武漢国民政府を顛覆しようと進言する。袁も同意し、顛覆計画を準備したとされる。
しかし翌1927年（民国16年）1月末、武漢国民政府に属する湖南軍指導者・唐生智（現場の実行者は周斕）により、湖南省常徳で袁祖銘は謀殺されてしまった。袁の死を知った孫伝芳は、陰謀の失敗に甚だ失望したという。
趙毓松は四川へ逃れて中国青年党幹部としての活動を続け、党機関紙『新中国日報』の総主筆などを務めた。その一方で、蔣介石の国民政府では川康甘青辺政設計委員会委員にも就任したとされる。
1938年（民国27年）12月、汪兆銘（汪精衛）が重慶を脱出して昆明経由でハノイ入りし（18日）、29日に和平提唱の通電（「艶電」）を発した。これを受けて、翌1939年（民国27年）1月10日に中国青年党は重慶で特別会議を開催し、曽琦と趙毓松は重慶を離れて和平問題に、李璜・左舜生は重慶に留まり抗日問題に、それぞれ対処するということで決定された。ところが曽は、李と左に重慶からの脱出を反対され、結局、同年2月に趙単独で香港へ脱出した。

### 汪兆銘政権への参画
重慶を脱出した趙毓松はまず北京に向かい、かつての上司である呉佩孚の相談相手となる。そこで汪兆銘と呉の仲介をしようとしたが、双方の意向は合わなかったため失敗に終わった。趙によれば、呉は日本軍が北京から撤兵することを自身の出馬条件として掲げていたため、妥結の可能性はそもそも乏しかった。また、趙尊嶽を介し汪と親書をやり取りしたことで却って、呉は汪個人に不信感を抱いていったと見られる。1939年12月10日、和平派の中国青年党会議が上海で開催され、趙が中国青年党中央行動委員会委員長に選出された。
1940年（民国29年）3月18日、汪兆銘が南京で主宰した中央政治会議に、趙毓松と張英華は中国青年党代表の議員として出席した。同月30日に汪兆銘政権（南京国民政府）が成立すると、趙は中央政治委員会聘請委員（以後4期務める）兼農鉱部部長に任命された。同年中に、日本軍管理工廠接収委員会副委員長、憲政実施委員会常務委員、全国経済委員会委員を歴任している。
翌1941年（民国30年）2月、趙毓松は東亜聯盟中国総会常務理事、清郷委員会委員を歴任する。8月、司法行政部長に異動したが、調査統計部長・李士群と対立したため1942年（民国31年）3月に同部長を辞任、閑職の銓叙部長に移った。翌1943年（民国32年）8月、自ら望んで国民政府委員のみの地位をつとめた。

### 晩年
1945年（民国34年）8月、汪兆銘政権が崩壊すると、趙毓松は素性を隠して山東省の済南に移り住んだ。中国人民解放軍が済南に迫ると、趙は香港へ逃れ、さらに1950年末に日本へ亡命している。日本では、満州国で経済大臣をつとめた韓雲階と知り合い、閻錫山の指示とされる反共の言論活動に従事した。また、満州国国務総理秘書官長をつとめた松本益雄とも親交を結び、その援助を受けている。
1971年（昭和46年）9月、趙毓松はリチャード・ニクソンの訪中表明（ニクソン・ショック）に衝撃を受け、抗議の服毒自殺を図る。この際には辛うじて一命を取り留めたものの、結局これが原因で体調を崩し、同年11月18日、東京都にて死去した。享年75（満73歳）。
1978年（昭和53年）、松本益雄と古沢敏雄は、趙毓松の手記「三十年政治風濤親歴記」（松本訳）を底本として、『迎春花－趙毓松の中国革命回顧録』（明徳出版社）を刊行した。

## 注
1. ↑  松本・古沢(1978)、246頁による。東亜問題調査会編(1941)、132頁は1889年（光緒15年）生まれ、徐主編(2007)、2295頁は1899年（光緒25年）生まれとする。
2. ↑  松本・古沢(1978)、94-97頁。
3. ↑  松本・古沢(1978)、122-133頁。
4. ↑  袁祖銘粛清につき、唐生智は蔣介石から事前許可を得ていた。
5. ↑  松本・古沢(1978)、133-135頁。通説によれば、唐生智が袁祖銘を謀殺したのは、袁に湖南省の地盤を脅かされることに恐れを抱いたためとされる。
6. ↑  松本・古沢(1978)、178頁。
7. 1 2 3  徐主編(2007)、2295頁。
8. ↑  松本・古沢(1978)、178-180頁。
9. ↑  東亜問題調査会編(1941)は、趙毓松が重慶を「1940年8月」に脱出した、としているが、明らかに誤り。
10. ↑  松本・古沢(1978)、180-191頁。
11. ↑  松本・古沢(1978)、197-200頁。
12. ↑  汪・安藤(1941)、262-264頁。
13. ↑  趙毓松の回顧録である松本・古沢(1978)においては、党の同僚であるはずの張英華や中央政治会議出席について全く言及していない。
14. ↑  中央政治会議を改組した機関。なお、張英華は中央政治委員会委員には任命されず、国民政府委員にのみ就任した。汪兆銘政権崩壊に至るまで、五院正副院長や中央政治委員、部長（閣僚）には張は一度も就任できず、経歴や年齢では後輩の趙毓松に比べて政権内で明らかに冷遇されていた。
15. ↑  第2期以降は「延聘委員」。
16. ↑  松本・古沢(1978)、208-210頁。
17. ↑  松本・古沢(1978)、238-242頁。
18. ↑  松本・古沢(1978) 、242-243、252頁。